# Steidle Architekten
Steidle Architekten (Eigenschreibweise steidle architekten) ist das Nachfolgebüro von Steidle + Partner und befindet sich in München.

## Geschichte
Nach dem Tod von Otto Steidle im Jahr 2004 gründeten die ehemaligen Mitarbeiter Hans Kohl, Johann Spengler, Johannes Ernst, Martin Klein und Steidles Witwe Verena von Gagern-Steidle 2005 das Nachfolgebüro Steidle Architekten Gesellschaft von Architekten und Stadtplanern mbH, kurz Steidle Architekten.

## Atelier
Die Partner von Steidle Architekten und deren Mitarbeiter, unter anderem auch der ehemalige Partner von Otto Steidle, Bernd Jungbauer, arbeiten in dem von Otto Steidle 1971 erbauten Terrassenhaus in der Genter Straße 13 in München. Es befindet sich in der Nähe zum Englischen Garten. Dieses Frühwerk von Otto Steidle, Doris und Ralph Thut steht unter Denkmalschutz.

## Partner
Hans Kohl
Hans Kohl (* 25. September 1952 in Kornthan in der Oberpfalz; † 9. Juli 2007 in München) studierte von 1972 bis 1976 Architektur an der TU München und arbeitete anschließend bei Steidle + Partner. Ab 1986 war Kohl leitender Mitarbeiter bei Steidle + Partner und zwischen 2005 und 2007 geschäftsführender Gesellschafter von Steidle Architekten.
Johann Spengler
Johann Spengler (* 1962 in Augsburg) studierte von 1981 bis 1985 Architektur an der Fachhochschule Augsburg und bis 1987 an der Akademie der Bildenden Künste München. Ab 1988 arbeitete er bei Steidle + Partner und wurde 1995 leitender Mitarbeiter bei Steidle + Partner.
Johannes Ernst
Johannes Ernst (* 1966 in Baden-Baden) studierte bis 1997 Architektur an der TU Berlin und von 1993 bis 1994 am IIT Chicago (Fulbright-Stipendium). Ab 1997 arbeitete er bei Steidle + Partner. Ernst lehrte bei Otto Steidle an der Akademie der Bildenden Künste Berlin (2001–2007) und seit 2019 an der TU Darmstadt.
Martin Klein
Martin Klein (* 1962 in Köngen am Neckar) studierte von 1983 bis 1993 Architektur an der Staatlichen Akademie der Bildenden Künste Stuttgart, u. a. bei Heinz Mohl und 1991 an der ETH Zürich, u. a. bei Mario Campi und Eduardo Souto de Moura. Ab 1993 arbeitete er bei Steidle + Partner.

## Bauten

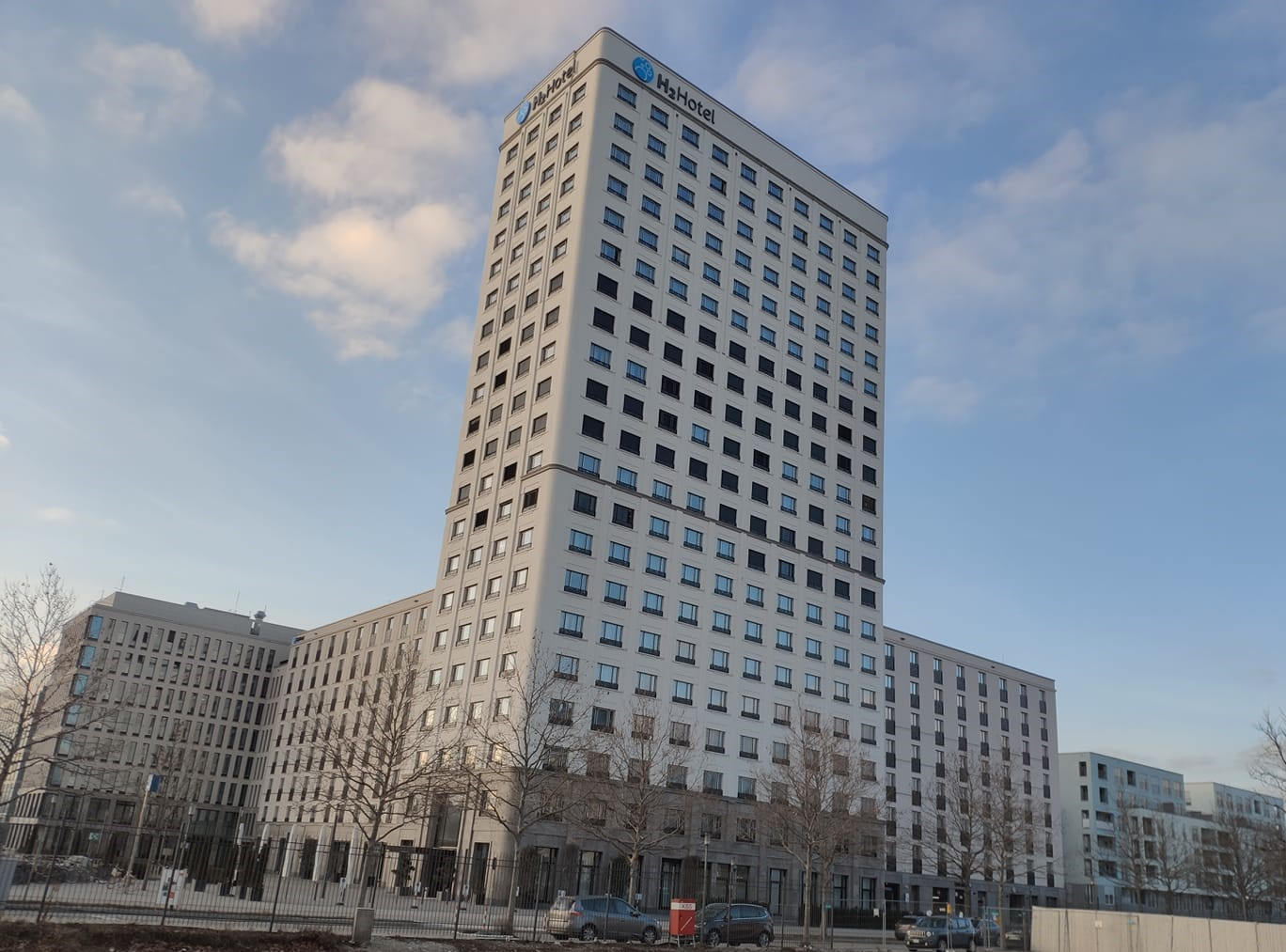
Hochhaus „MO82“ in München

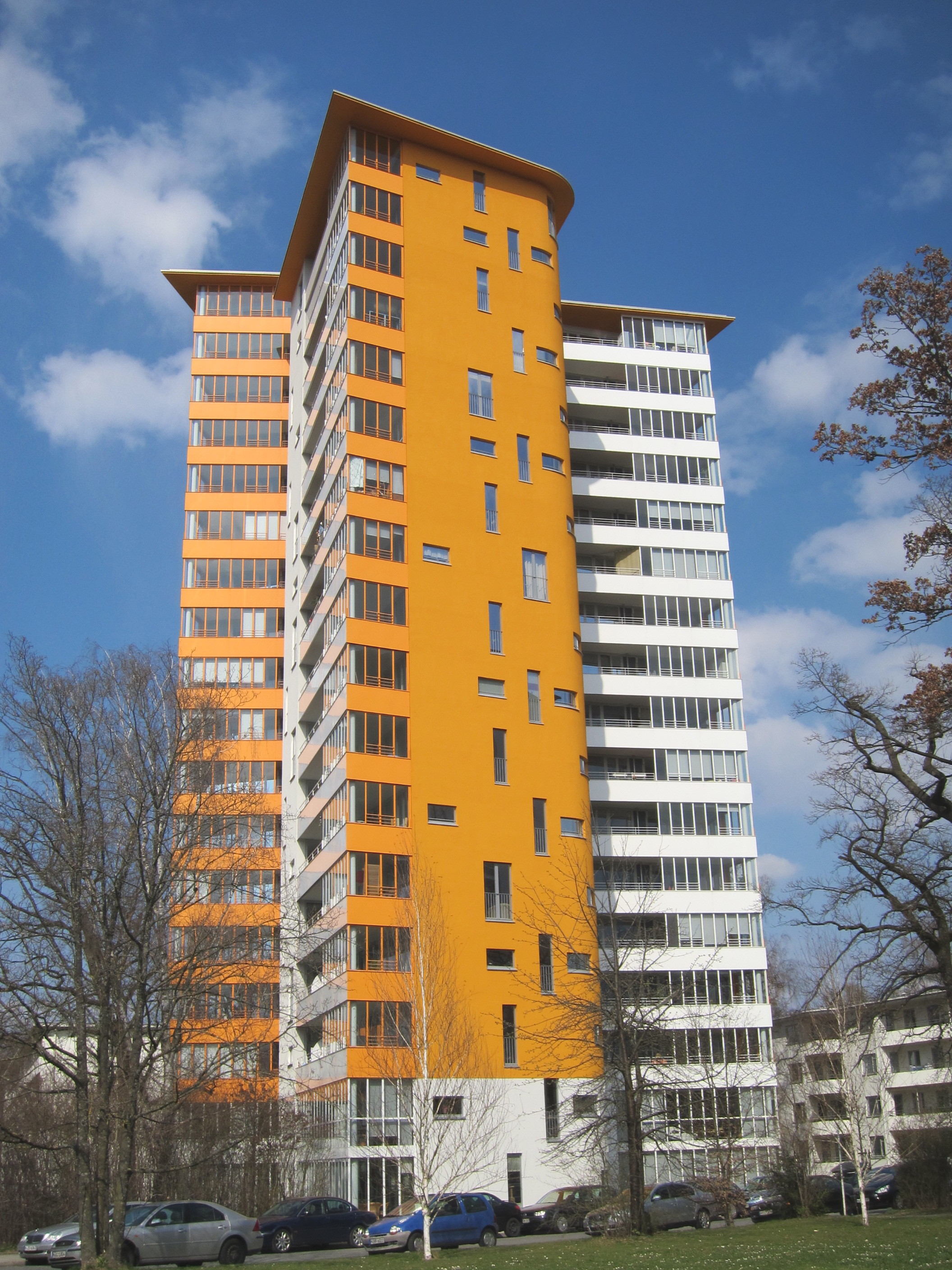
„Drittes Sternhaus“, Siemens-Siedlung, München

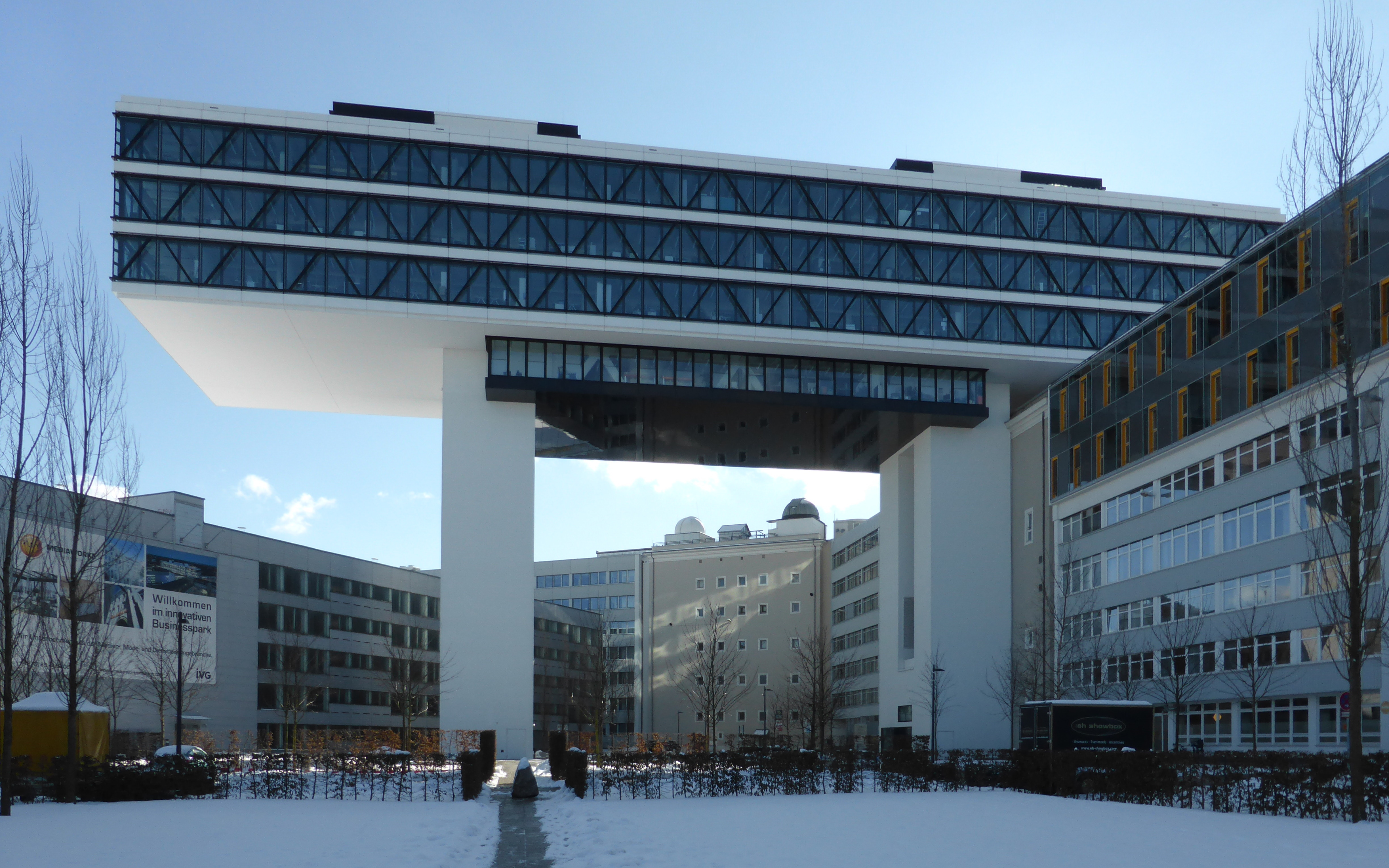
„Medienbrücke“, München

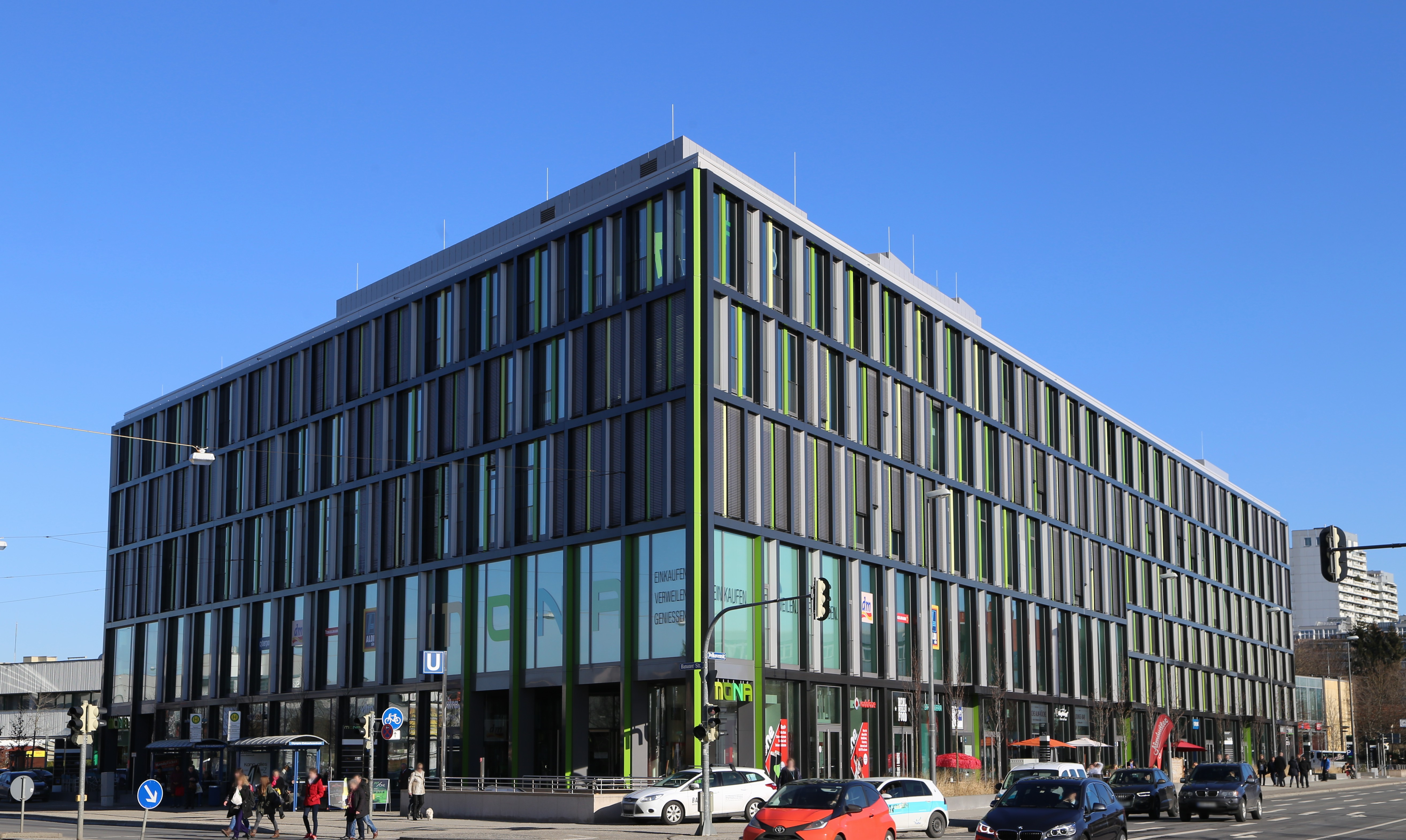
Einkaufszentrum „Mona“, München

- 2002–2005: Wohnungsbau Bernhard-Nocht-Straße, Hamburg
- 2002–2006: Masterplan und Wohnungsbau des Olympischen Dorfs, Turin, mit dem Künstler Erich Wiesner
- 2005–2006: „Drittes Sternhaus“ der Siemens-Siedlung, München
- 2001–2008: Wohnanlage Hans-Fischer-Straße, Theresienhöhe
- 2003–2008: Wohnungsbau „Lenbach-Gärten“, München
- 2003–2008: „Angerhof“, München, mit Ingo Maurer
- 1997–2011: Wohnungsbau „Haidpark“, Fröttmaning, mit Hilmer & Sattler und Albrecht, Thomas Herzog + Partner, Peter Latz + Partner
- 2002–2011: „Ackermannbogen“, München
- 2003–2012: „Nymphenburger Höfe“, München
- 2012: „Medienbrücke“, Berg am Laim
- 2014: „Mona“, München
- 2012–2015: „studio muc“, München
- 2015: Wohnanlage Angererstraße 9, München
- 2015: „Gerling-Quartier“, Köln
- 2012–2016: Wohnungsbau Schinkelplatz, Berlin
- 2017: „Munich Re Süd3“, Schwabing, mit der Künstlerin Katharina Gaenssler
- 2017–2018: „MO82“, München mit Hilmer & Sattler und Albrecht
- 2016: „Werk 3“, Berg am Laim
- 2018: „Werk 4“, Berg am Laim
- 2021: „Munich Urban Colab“[2]

## Auszeichnungen und Preise
- 2008: Preis für Stadtbildpflege der Stadt München für „Drittes Sternhaus“ der Siemens-Siedlung, München
- 2009: MIPIM-Award – Kategorie „Business Centre“ für „Angerhof“, München
- 2010: Auszeichnung – Gestaltungspreis der Wüstenrot Stiftung für Wohnungsbau Lenbach-Gärten, München
- 2011: Red Dot Design Award – honourable mention für „Medienbrücke“, München
- 2015: Ehrenpreis für guten Wohnungsbau der Stadt München für Wohnanlage Angererstraße 9, München[3]
- 2021: Bayerischer Staatspreis für Bauen im Bestand für „Werk 3“, Berg am Laim[4]
- 2023: Deutscher Städtebaupreis

## Ehemalige Mitarbeiter
- 2004–14: Sinisa Inić